# Ablerus socrus
Ablerus socrus är en stekelart som beskrevs av Girault 1915. Ablerus socrus ingår i släktet Ablerus och familjen växtlussteklar. Inga underarter finns listade i Catalogue of Life.